# The Analogs
The Analogs — польський панк-рок-гурт, заснований 1995 року в Щеціні з ініціативи учасників ска-гурту Dr. Cycos.

## Склад
- Домінік Пижина (Dominik «Harcerz» Pyrzyna) — вокал
- Якуб Кравчик (Jakub «Krawat» Krawczyk) — гітара
- Томаш Майорек (Tomek «Major» Majorek) — бас-гітара
- Павел Чекала (Paweł «Piguła» Czekała) — гітара
- Марцін Ґжеляк (Marcin «Jurek» Grzelak) — ударні

### Колишні учасники
- Маре Адамович (Marek "Oreł" Adamowicz) - гітара (1995–1996)
- Зємовіт Павлюк (Ziemowit "Ziemek" Pawluk) - ударні (1995–2003)
- Томаш Іванов (Tomasz "Iwan" Iwanow) - вокал (1995)
- Артур Шміт (Artur Szmit) - гітара (1996–1999)
- Шимон Ґебель (Szymon "Sajmon" Gebel) - бас-гітара (1996)
- Ґжеґож Круль (Grzegorz "Heniek" Król) - гітара (1999)
- Даріуш Стефанський (Dariusz "Kwadrat" Stefański) - гітара (1999–2001)
- Даріуш Ткачик (Dariusz "Smalec" Tkaczyk) - вокал (1999–2002)
- Блажей Гальський (Błażej "Komisarz" Halski) - гітара (2001–2002)
- Павел Богушевський (Paweł "Dmuchacz" Boguszewski) - ударні (2003–2006)
- Пйотр Пулторак (Piotr "Rudy" Półtorak) - гітара (2003–2006)
- Мірослав Ліпнєвський (Mirosław "Miro" Lipniewski) - гітара (2007–2008)
- Сильвестер Білігський (Sylwester "Billy" Biliński) - ударні (2007–2009)

## Дискографія

### Студійні альбоми
- Oi! Młodzież (Rock'n'roller 1996 / Jimmy Jazz Records 2001)
- Street Punk Rulez! (Rock'n'roller 1997 / Jimmy Jazz Records 2001)
- Hlaskover Rock (Rock'n'roller 1999 / Jimmy Jazz Records 2001)
- Oi! Młodzież/Mechaniczna Pomarańcza (Rock'n'roller 2000 / Jimmy Jazz Records 2001)
- Blask Szminki (Jimmy Jazz Records 2001)
- Trucizna (Jimmy Jazz Records 2003)
- Kroniki Policyjne (Jimmy Jazz Records 2004)
- Talent Zero (Jimmy Jazz Records 2005)
- Poza prawem (Jimmy Jazz Records 2006)
- Najlepsze z najgorszych (Jimmy Jazz Records 2007)
- Miejskie Opowieści (Jimmy Jazz Records 2008)
- Taniec cieni (Jimmy Jazz Records 2010)

## Збірки, до яких увійшли їх пісні
- Oi! It's a World Invasion 3 (1997)
- Punks, Skins & Rude Boys Now! Vol. 1 (1998)
- Punks, Skins & Rude Boys Now! Vol. 4 (2000)
- Pol-SKA Norma (2001)
- Stay Punk! (2003)
- Tribute to Kryzys (2006)
- Nie ma zagrożenia - Tribute to Dezerter (2006)
- Tribute to Partia (2005)
- Street Rockers Volume One (2007)
- Punks, Skins & Rude Boys Now! Vol. 17 (2009)
- Class Pride World Wide 2
- KOB vs Mad Butcher 3